# Донское (Беляевский район)
Донское — село в Беляевском районе Оренбургской области России. Административный центр Донского сельсовета.

## География
Село находится в центральной части Оренбургской области, в степной зоне, на правом берегу реки Урал, к югу от федеральной автотрассы М5, на расстоянии примерно 29 километров (по прямой) к востоку от села Беляевки, административного центра района. Абсолютная высота — 141 метр над уровнем моря.
Климат
Климат характеризуется как резко континентальный, засушливый, с холодной малоснежной зимой и жарким сухим летом. Средняя температура воздуха для летнего периода — 21,2 °C (абсолютный максимум — 42 °С); для зимнего периода — −15,8 °C (абсолютный минимум — −44 °С). Среднегодовое количество осадков составляет 320 мм.
Часовой пояс
Село Донское, как и вся Оренбургская область, находится в часовой зоне МСК+2. Смещение применяемого времени относительно UTC составляет +5:00.

## Население
| 2010 |
| ---- |
| 502  |

Гендерный состав
По данным Всероссийской переписи населения 2010 года в гендерной структуре населения мужчины составляли 46,8 %, женщины — соответственно 53,2 %.
Национальный состав
Согласно результатам переписи 2002 года, в национальной структуре населения русские составляли 61 % из 546 чел.